# Gråkronad dvärgtyrann
Gråkronad dvärgtyrann (Phyllomyias griseocapilla) är en fågel i familjen tyranner inom ordningen tättingar.

## Utbredning och systematik
Fågeln förekommer i sydöstra Brasilien (Minas Gerais och Espírito Santo till Santa Catarina). Den behandlas som monotypisk, det vill säga att den inte delas in i några underarter.

## Status
IUCN kategoriserar arten som nära hotad.